# Ernie Irvan

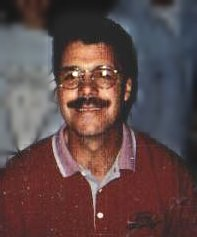
Ernie Irvan.

Virgil Earnest "Ernie" Irvan (Salinas (Californië), 13 januari 1959) is een voormalig Amerikaans autocoureur. Hij reed tussen 1987 en 1999 in de NASCAR Winston Cup en won de Daytona 500 in 1991.

## Carrière
Irvan debuteerde in de Winston Cup in 1987. Hij won zijn eerste race toen hij eerste werd tijdens de Busch 500 op de Bristol Motor Speedway in 1990. In 1991 won hij de prestigieuze Daytona 500. Zijn carrière werd in 1994 onderbroken na een zwaar ongeval tijdens een trainingssessie op de Michigan International Speedway in augustus van dat jaar. Na een lange revalidatie keerde hij in september 1995 terug in het peloton. Hij won na zijn terugkeer nog drie races en sloot zijn carrière af in 1999 met een totaal van vijftien overwinningen in de Winston Cup. Hij eindigde drie keer binnen de top tien van het kampioenschap waarvan een vijfde plaats in 1991 de hoogste ranking was. Irvan reed tevens zevenenvijftig races in de Busch Series waarvan hij er drie won.